# Norbert Feher
Norbert Feher, noto anche con lo pseudonimo di Ezechiele Norberto Feher o Igor Vaclavić, giornalisticamente conosciuto come Igor il russo (Subotica, 10 febbraio 1981), è un serial killer serbo di etnia ungherese.

## Biografia

### Primi anni
Nato nel 1981 a Subotica, città del nord della Serbia, nella provincia autonoma della Voivodina, a forte presenza ungherese (allora Jugoslavia), figlio di Jene e Zuzana. Secondo quanto da lui affermato ai compagni di carcere, avrebbe prestato servizio nell’esercito russo durante la seconda guerra cecena come membro degli Specnaz, i reparti speciali russi.
Sempre secondo i suoi racconti, mentre si trovava in Russia sua figlia sarebbe stata uccisa per ritorsione contro di lui; inoltre avrebbe anche un figlio. Ancora secondo quanto raccontato al compagno di cella, dopo aver disertato dall'esercito russo si sarebbe trasferito in Cina, dove avrebbe appreso la lingua cinese; oltre a questa lingua ha conoscenza di italiano, ungherese, serbo-croato, romeno, russo e qualche parola di spagnolo.
Ricercato dalla Polizia serba per rapina e violenza sessuale, dal 2006 si è spostato in Italia.

### Gli arresti
Nel 2007, nonostante la sua abilità nel cambiare radicalmente il proprio aspetto, Feher (dopo essere stato messo in fuga da due anziani agricoltori che egli voleva rapinare) venne arrestato dalle autorità italiane per una serie di rapine fra Ferrara e Rovigo, caratterizzate dall’uso di armi bianche come arco e coltello (che predilige) e che gli avevano fatto guadagnare nella zona il soprannome di ninja. Presso il carcere di Rovigo si presentò alle autorità italiane sotto la falsa identità di Igor Vaclavić, evitando così l’estradizione.
Scarcerato nel 2010 riprese l'attività criminale e sembra si sarebbe anche prostituito. Venne nuovamente arrestato sebbene, inseguito dalla polizia, si fosse nascosto per ore in un canale respirando da una canna. Il 4 novembre 2011 il procuratore capo di Ferrara firmò un decreto di espulsione, ma, in assenza di una identificazione certa e non essendo stato riconosciuto dalla Russia (di cui si era detto cittadino) rimase nel carcere dell’Arginone fino al rilascio anticipato, nel 2015. Di nuovo inviato al CIE, anche questa volta non venne espulso.
In carcere mantenne un comportamento esemplare, allenandosi e guardando cartoni animati (che il padre durante l'infanzia gli vietava di vedere), tanto che lo stesso cappellano del carcere, per cui faceva il chierichetto, testimoniò in favore della sua riabilitazione. La famiglia (madre, sorella e due fratelli) rimasta in Serbia, e con cui Feher si è tenuto in contatto, non ha aiutato le indagini.

### Il "killer di Budrio"
Il 1º aprile 2017 Feher rapina il bar Gallo, nella frazione di Riccardina di Budrio, Bologna. Il titolare, Davide Fabbri di 52 anni, tenta di disarmare il rapinatore, strappandogli la doppietta che aveva in mano, Feher però reagisce sparandogli due colpi al petto con una seconda arma, una pistola semiautomatica Smith & Wesson 9×21 sottratta il 29 marzo ad una guardia giurata.
A seguito della rapina Feher si dà alla macchia, fingendosi ferito, in un'area di quaranta chilometri quadri nelle paludi del Ferrarese, dove l’8 aprile 2017 uccide la guardia provinciale Valerio Verri e ne ferisce gravemente un’altra. Nonostante l’impiego di squadre speciali da 150 elementi a turno dotate di visori notturni a infrarossi e cani molecolari, il killer non viene catturato. Feher arriva addirittura a sfidare le forze dell’ordine che lo braccano: probabilmente la sua latitanza viene favorita anche dall’aiuto di suoi amici ed ex complici.

### Cattura in Spagna
Il 17 maggio viene recapitato al comando centrale dei carabinieri di Ferrara una cartolina in cui Feher comunica di aver lasciato l’Italia anche se l’arrivo in Spagna è stimato a settembre. Secondo quanto comunicato alle autorità spagnole, nella fuga dall’Italia alla Spagna, Feher avrebbe attraversato 8 paesi usando 18 diverse identità. 
Il 5 dicembre, presso il villaggio aragonese di Albalate del Arzobispo, Feher assalta una fattoria, venendo scoperto dal proprietario e da un fabbro, entrambi feriti dal killer. Successivamente si sposta nei dintorni della cittadina di Andorra dove nel corso di una rapina uccide il pastore José Luis Iranzo Alquézar. Allertati dal padre di quest'ultimo, accorrono sul luogo Víctor Romero Pérez, 30 anni, e Víctor Jesús Caballero Espinosa, 38 anni, agenti della Guardia Civil facenti parte di una squadra dedicata ad indagini sui furti nell'ambiente rurale: entrambi, nonostante fossero provvisti di giubbotti antiproiettile, vengono uccisi da Feher che si appropria delle loro armi di ordinanza. Feher viene arrestato dalle autorità spagnole a Mirambel, intorno alle 2:50 del 15 dicembre 2017, dopo un incidente stradale durante la fuga, che lo lascia privo di sensi. Nonostante la richiesta delle autorità italiane per l’estradizione, le autorità spagnole sembrano decise a processare Feher per i delitti commessi sul loro territorio. Feher è detenuto in custodia cautelare in un carcere di massima sicurezza senza possibilità di cauzione, dove ha accusato un malore.

### Le condanne
Il 3 febbraio 2020 viene condannato dal Tribunale Provinciale di Teruel a 21 anni di prigione per due omicidi e detenzione illecita di armi.
Successivamente viene processato per i numerosi reati commessi in Italia. Condannato in primo grado all'ergastolo dalla Corte d'assise di Bologna, la pena viene confermata anche in appello. Il 2 novembre 2021 la condanna all'ergastolo per l'omicidio di Davide Fabbri e Valerio Verri viene confermata in cassazione e diventa cosi definitiva. Egli si trova attualmente detenuto in carcere in Spagna per procedimenti giudiziari relativi ad altri reati.
L'11 aprile 2021 ha ferito 5 guardie carcerarie usando delle schegge di ceramica ricavate dalle piastrelle del bagno mentre stava per essere trasferito dal carcere di Dueñas, dove all'epoca si trovava, alla prigione di Zuera per la durata del processo dei crimini commessi in Spagna.
Il 29 aprile 2021 è stato condannato all'ergastolo in Spagna in un processo per i tre omicidi compiuti in territorio spagnolo a dicembre del 2017. Per l'omicidio dei due agenti della Guardia Civil, Feher è stato condannato a 25 anni di carcere ciascuno, mentre per il terzo, quello del pastore José Luis Iranzo Alquézar, è stato condannato all'ergastolo, e il giudice ha stabilito che la condanna non potrà essere sospesa prima che abbia scontato 30 anni di prigione.
Il 30 marzo 2023, Feher ha colpito nuovamente due guardie carcerarie, come aveva fatto nel 2021, ferendole con due piastrelle affilate nel carcere di Estremera.